# Ignaas August Schetz van Grobbendonck
Ignaas August Schetz van Grobbendonck ('s-Hertogenbosch, 29 augustus 1625 - Gent, 31 mei 1680) was een Zuid-Nederlands bisschop. Hij was de 10e bisschop van Namen (1669-1679) en 11e bisschop van Gent (1679-1680).

## Levensloop
Ignaas August Schetz van Grobbendonck was de zoon van  Anthonie Schetz, graaf van Grobbendonck, baron van Wesemael en heer van Heystenbergh en van Maria van Malsen (zijn 2de echtgenote), dame van Oosterwijk en dochter van de heer van Tilburg en Goirle. Hij werd geboren tijdens het Beleg van 's-Hertogenbosch.
Ignaas August Schetz studeerde in Leuven en behaalde daar zijn licentiaat in rechten. In 1655 werd hij tot priester gewijd en werd kanunnik van het Onze-Lieve-Vrouwkapittel te Doornik en later vicaris-generaal van het bisdom Doornik.

## Bisschop

### Bisschop van Roermond
In 1666 werd hij tot bisschop van Roermond benoemd, om er Eugeen Albert d'Allamont op te volgen, die naar Gent was overgeplaatst, maar kon de zetel niet in bezit nemen (Stadsbrand van Roermond (1665)). 

### Bisschop van Namen
Op 1 april 1669 werd hij dan benoemd tot bisschop van Namen en op 12 mei 1669 (op 44-jarige leeftijd) gewijd.

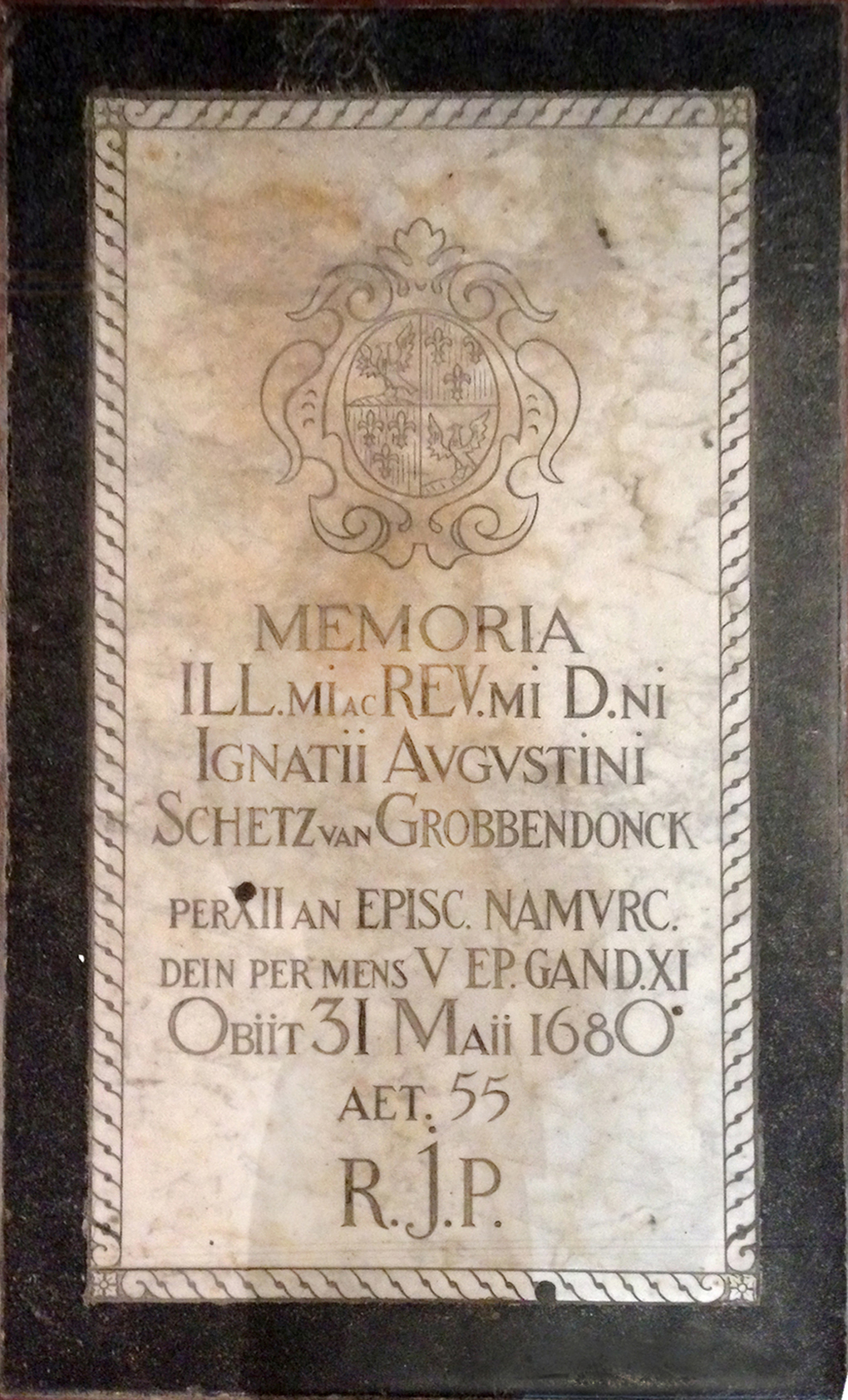
Grafplaat bisschop Ignatius Augustinus Schetz van Grobbendonck

### Bisschop van Gent
Op 8 maart 1679 werd hij overgeplaatst naar Gent, wat op 13 november 1679 door Paus Innocentius XI werd bevestigd. Op 8 januari 1680 deed hij zijn plechtige intrede in Gent.
Zijn bisschopsleuze was In labore quines (In het werk vindt men rust).
Hij kreeg op 25 mei 1680 plots een gevaarlijke keelontsteking, overleed op 31 mei 1680, slechts 55 jaar oud en werd tijdens een zeer sobere plechtigheid (zoals hij zelf had gevraagd), waarin Albrecht van Horne voorging, op 2 juni begraven in de crypte van de Sint-Baafskathedraal.